# Otto Kähler (Thiếu tướng)
Otto Kähler (16 tháng 6 năm 1830 tại Neuhausen – 8 tháng 11 năm 1885 tại Kostantiniyye) là một Thiếu tướng Phổ, đã từng tham chiến trong cuộc Chiến tranh Áo-Phổ (1866) và cuộc Chiến tranh Pháp-Đức (1870 – 1871). Về sau, ông tham gia phái đoàn quân sự Đức đến cải tổ quân đội Ottoman và được bổ nhiệm chức Tướng phụ tá của Sultan Abdul Hamid II.

## Tiểu sử

### Thân thế
Otto Kähler sinh ra tại Neuhausen ở thành phố Königsberg vào năm 1830, là con trai của Mục sư Siegfried August Kähler (1800 – 1895).

### Sự nghiệp quân sự
Vào ngày 1 tháng 11 năm 1848, Kähler đã khởi đầu sự nghiệp quân sự của mình với vai trò là lính tình nguyện một năm (Einjährig-Freiwilliger) thuộc Phân đội Công binh số 1 (1. Pionierabteilung) trong quân đội Phổ, đóng trại tại Königsberg. Về sau, ông được thuyên chuyển sang binh chủng Kỵ binh và vào ngày 13 tháng 4 năm 1852 ông được phong quân hàm Thiếu úy trong biên chế của Trung đoàn Long kỵ binh số 1 "Vương tử Albrecht của Phổ" tại Tilsit. Kể từ năm 1856 cho đến năm 1859, ông học tại Trường Chiến tranh Tổng hợp (Allgemeinen Kriegsschule) ở kinh đô Berlin. Ông giữ chức vụ sĩ quan phụ tá trung đoàn và vào năm 1861 ông được bổ nhiệm vào Cục Đo đạc Địa hình (Topografischen Büro) trong Bộ Tổng tham mưu tại Berlin. Cuối năm 1864, ông được lãnh một chức sĩ quan phụ tá trong Sư đoàn số 12 ở Neisse. Vào năm 1866, ông tham gia chiến dịch Böhmen với quân hàm Trưởng quan kỵ binh trong cuộc Chiến tranh Bảy tuần với Áo. Sau khi cuộc chiến tranh chấm dứt, ông được ủy nhiệm làm đội trưởng một đội kỵ binh trong Trung đoàn Long kỵ binh số 8 (số 2 Schlesien) ở Oels.
Trong cuộc chiến tranh giữa liên minh Phổ-Đức với Pháp (1870 – 1871), ông giữ chức vụ sĩ quan tham mưu trong Sư đoàn Kỵ binh số 2 dưới sự chỉ huy của Trung tướng Wilhelm zu Stolberg-Wernigerode. Sau khi chiến tranh chấm dứt với thắng lợi quyết định của người Đức, ông trở lại làm việc trong Bộ Tổng tham mưu với cấp bậc Thiếu tướng. Trong giai đoạn này, ông viết các tác phẩm nghiên cứu về Kỵ binh Phổ, đồng thời giảng dạy tại Trường Chiến tranh Tổng quan về trải nghiệm và nhìn nhận của ông về vai trò của kỵ binh trong chiến tranh. Vào năm 1876, ông được bổ nhiệm làm Tư lệnh của Trung đoàn Khinh kỵ binh số 6 (số 2 Schlesien). Kể từ đây, sau nhiều năm cư ngụ tại Berlin, ông sống và làm việc tại Neustadt.
Vào năm 1882, ông cùng ba sĩ quan khác của quân đội Phổ sang Đế quốc Ottoman để phục vụ với tư cách là cố vấn quân sự của Sultan Abdul Hamid II. Tại kinh đô Kostantiniyye, ông được giao nhiệm vụ tái cấu trúc và hiện đại hóa các lực lượng quân sự Ottoman. Tuy nhiên, những đề xuất cải cách của ông không thể được tiến hành do sự phản đối trong nước, nạn tham nhũng cùng với vấn đề ngôn ngữ.
Vào năm 1885, Kähler đổ bệnh và không lâu sau đó ông từ trần vào ngày 8 tháng 11 năm 1885 ở Konstantiniyye.

## Tác phẩm
- Einhundertundfünzig Jahre aus der Geschichte des königlich Preußischen Litthauischen Dragoner-Regiments Nr. 1 (Prinz Albrecht von Preußen) seit seiner Errichtung am 1. Mai 1717 bis zur Gegenwart. Berlin 1867.
- Erlebnisse des Regiments im Feldzuge von 1866 gegen Österreich. Berlin 1869.
- Die Reiterei in der Schlacht von Bionville und Mars-la-Tour am 16. August 1870. Berlin 1874.
- Seydlitz in seiner Bedeutung für die Reiterei von sonst und jetzt. In: Militär-Wochenblatt. Berlin, 1871.
- Die preußische Reiterei von 1806 bis 1876 in ihrer inneren Entwicklung. Berlin 1879.